# Маттан II
Маттан II (Меттин II; «Дар»; финик. Me-e-teen) — царь Тира (около 730—727 до н. э.).

## Биография
Маттан II известен только из ассирийских анналов, в которых он назван данником правителя Ассирии Тиглатпаласара III. Вероятно, около 730 года до н. э. Маттан II получил власть над Тиром, свергнув Хирама II. Это произошло вскоре после того, как тирский царь, принявший вместе с царём Дамаска Ризоном II и правителем Северного Израильского царства Факеем участие в восстании, в 733 или 732 году до н. э. снова должен был подчиниться верховной власти Тиглатпаласара III. В одной из надписей, сделанной от имени ассирийского наместника Курди-ашшур-ламура, сообщается об отправке в 729 или 728 году до н. э. Тиглатпаласаром III к «Миттане» рабшака, которому тирский царь передал 150 талантов золота (приблизительно 4300 кг) и 2000 талантов серебра. Это наиболее крупная денежная выплата, полученная Тиглатпаласаром III от своих данников за всё время правления. По одному мнению, выплатив столь большую сумму, Маттан II получил от ассирийского царя согласие на узурпацию престола. Возможно даже, что инициатива свержения Хирама II принадлежала Тиглатпаласару III, недовольному участием тирского правителя в восстании. По другому мнению, взойдя на престол Маттан II попытался обрести независимость от Ассирии, но также как и его предшественника в этом не добился успеха.
О правлении Маттана II других сведений в исторических источниках не сохранилось. Предполагается, что его правление не было продолжительным. Возможно, он скончался не позднее 727 года до н. э. Преемником Маттана II на престоле Тира был Элулай, к тому времени уже владевший Сидоном.

## Комментарии
1. ↑  Возможно, Курди-ашшур-ламур был наместником одной из ассирийских провинций, в обязанности которого входил контроль за деятельностью финикийских правителей. Предполагается, что его резиденция находилась в Цумуре[2].